# (31350) 1998 SF2
1998 أس أف 2 (ويعرف أيضًا باسم (31350) 1998 أس أف 2 وفق تسمية الكوكب الصغير) (بالإنجليزية: 1998 SF2)‏ هو كويكب ضمن حزام الكويكبات؛ وترتيبه 31350 من حيث الاكتشاف.
اكتُشف هذا الجُرم الفلكي بواسطة Frank B. Zoltowski ‏ في 17 سبتمبر 1998.

## وصلات خارجية
- (31350) 1998 SF2 في قاعدة بيانات مختبر الدفع النفاث لأجرام النظام الشمسي الصغيرة

- الاكتشاف · مخطط المدار ·  العناصر المدارية · المعلمات المادية

- (31350) 1998 SF2 على موقع ويكي سكاي: DSS2, SDSS, GALEX, IRAS, Hydrogen α, X-Ray, Astrophoto, Sky Map, Articles and images